# I-59
I-59 (Interstate 59) — межштатная автомагистраль в Соединённых Штатах Америки. Общая протяжённость — 445,23 мили (716,16 км). Проходит по территории четырёх штатов.

## Маршрут магистрали
| Штат  | миль   | км     |
| ----- | ------ | ------ |
| LA    | 11,48  | 18,48  |
| MS    | 171,72 | 276,36 |
| AL    | 241,36 | 388,43 |
| GA    | 20,67  | 32,19  |
| Всего | 445,23 | 716,16 |

### Луизиана
Южный конец магистрали I-59 располагается на пересечении I-10 и I-12 в юго-восточной части Луизианы. По территории этого штата I-59 проходит всего 18 км, после пересечения реки Перл попадая на территорию округа Перл-Ривер в Миссисипи.

### Миссисипи
На протяжении всех 276 км пути по Миссисипи Interstate 59 соединена с US 11 или отходит от неё на несколько километров. В городе Хэттисберг I-59 соединена с US 98, в Лореле — с US 84, а в окрестностях города Меридиан — с US 11 и US 80. В Меридиане Interstate 59 соединяется с Interstate 20, две магистрали расходятся уже в Алабаме, через 233 км.

### Алабама

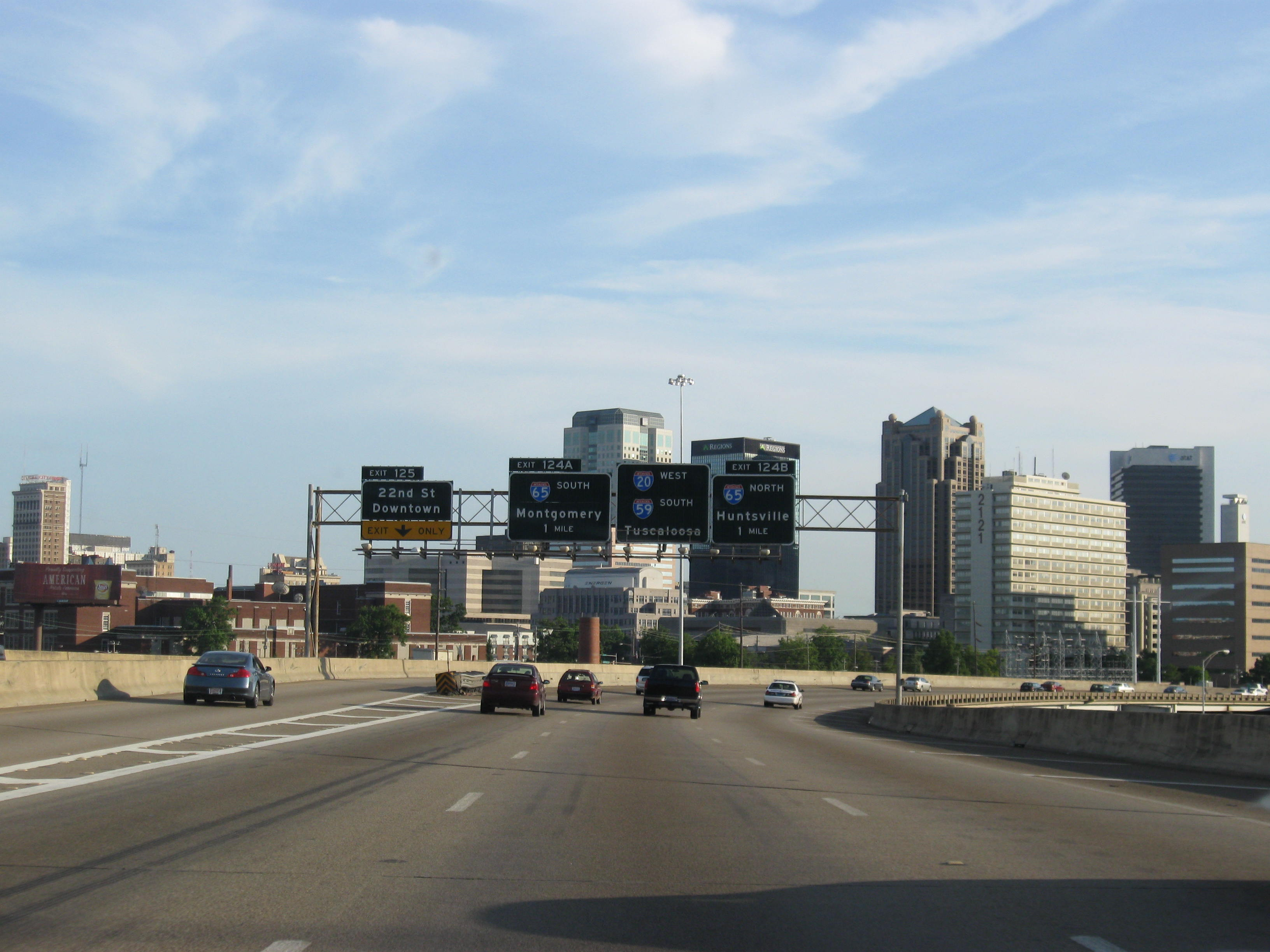
I-20 и I-59 перед пересечением I-65 в Бирмингеме

На протяжении почти 40 процентов маршрута по Алабаме I-59 и I-20 соединены. В городе Бирмингем в центральной части штата I-20 и I-59 пересекают I-65. Через несколько километров I-20 отходит на восток в сторону Атланты, а I-59 продолжает двигаться на северо-восток. В округе Этова от I-59 отходит вспомогательная магистраль I-759, направляющаяся в административный центр округа Гадсден.

### Джорджия
На территории штата Джорджия с Interstate 59 имеются всего три съезда. Северный конец I-59 располагается на пересечении с I-24 в местности Уайлдвуд, за несколько миль до границы с Теннесси.

## Основные развязки
- US 11 / LA 1090, Слайделл (Луизиана)
- US 98 / MS 198, Хэттисберг (Миссисипи)
- US 84 / MS 15, Лорел (Миссисипи)
- I-20 / US 80, Меридиан (Миссисипи)
- I-359 / SR-69, Таскалуса (Алабама)
- US 82, Таскалуса (Алабама)
- I-459, Бессемер (Алабама)
- I-65, Бирмингем (Алабама)
- I-20, Бирмингем (Алабама)
- I-759, Атолла (Алабама)
- US 431, Гадсден (Алабама)